# Olivier Deleuze

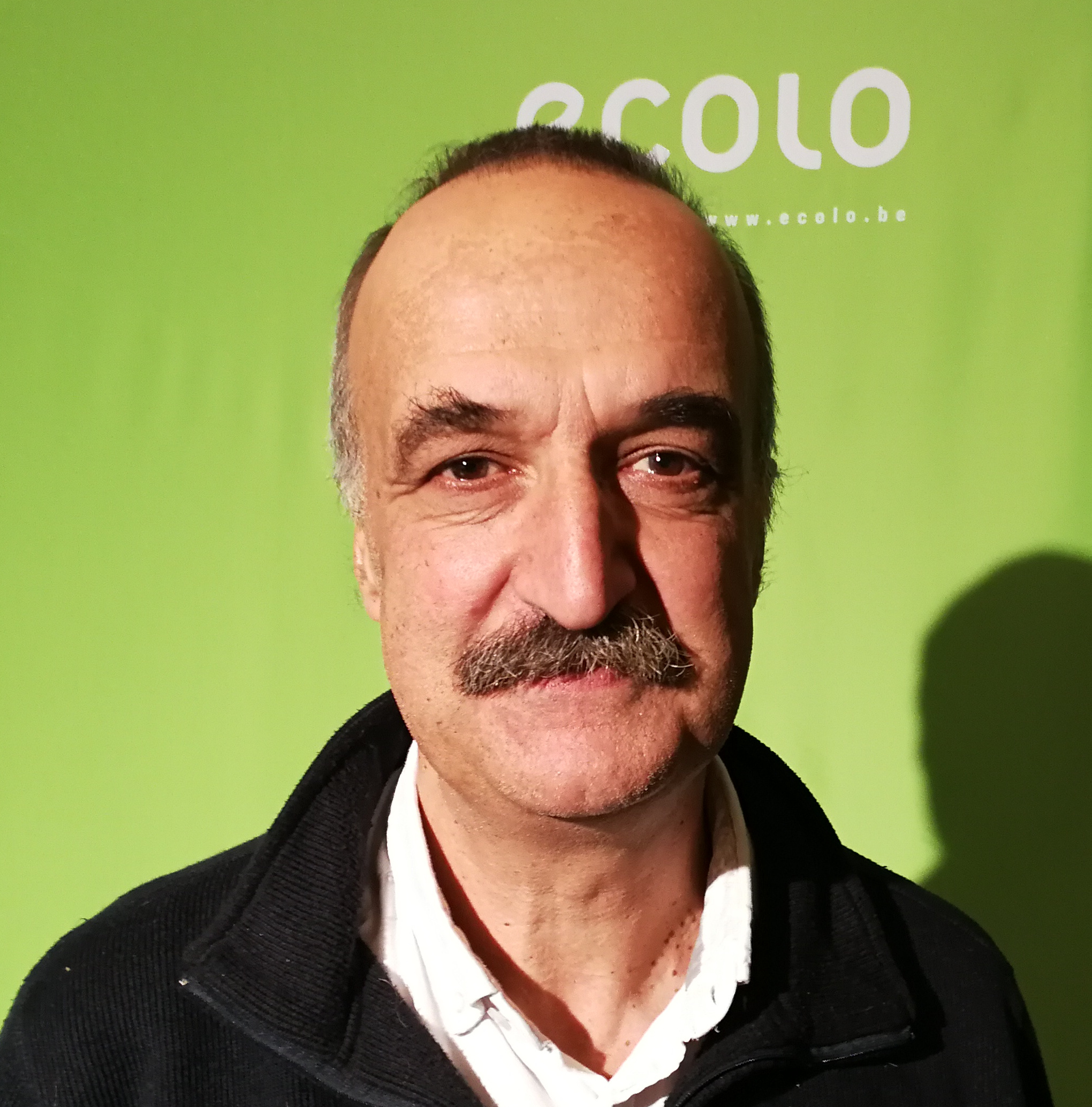
Olivier Deleuze, 2018

Olivier Deleuze (* 18. Dezember 1954 in Saint-Josse-ten-Noode/Sint-Joost-ten-Node) ist ein belgischer Agraringenieur und Politiker der Partei Ecolo, deren Mitbegründer er ist. In der Regierung Verhofstadt I war er Staatssekretär. Seit 2012 ist er Bürgermeister von Watermael-Boitsfort/Watermaal-Bosvoorde.

## Biographie
Olivier Deleuze studierte Agrarwissenschaften an der Université catholique de Louvain, wo er 1977 seinen Abschluss als Agraringenieur machte. Als Kriegsdienstverweigerer machte er seinen Zivildienst 1978 bei Inter-Environnement Bruxelles, wo er Vizepräsident wurde. Er engagierte sich ab 1977 ebenso bei den Freunden der Erde (Amis de la Terre) und bei der Werkstatt für Urbane Forschung und Aktion (Atelier de recherches et d'actions urbaines, ARAU).
Olivier Deleuze war 1980 Mitbegründer der ökologisch ausgerichteten Partei Ecolo und zog nach den belgischen Parlamentswahlen 1981 mit José Daras als einer der beiden ersten Ecolo-Abgeordneten in die Belgische Abgeordnetenkammer. 1986 kam es zu Differenzen mit der Ecolo-Parteispitze, die mit den Liberalen und Christsozialen im Wallonischen Regionalrat verhandelte, woraufhin Deleuze sein Abgeordnetenmandat zurückgab.
Er arbeitete nunmehr als Ingenieur bei der Luftreinhaltung bei Syprim-Air Industrie. 1989 wurde er Direktor von Greenpeace Belgien. Dieses Amt behielt er bis 1995, als er abermals in die Belgische Abgeordnetenkammer gewählt und zudem Fraktionsvorsitzender der Grünen (Ecolo und Agalev) wurde.
Nach dem großen Erfolg der belgischen Grünen bei den Wahlen 1999 bildeten Ecolo und Agalev mit den Sozialisten und Liberalen eine „Regenbogenkoalition“, bei der Olivier Deleuze als einer von vier Grünen in der Regierung Verhofstadt I Staatssekretär für Energie und nachhaltige Entwicklung im Verkehrsministerium der ebenfalls von Ecolo gestellten Isabelle Durant wurde. In seiner Amtszeit beschloss die belgische Regierung 2002 den Atomausstieg. Als Belgien in der zweiten Jahreshälfte 2001 die EU-Präsidentschaft innehatte, leitete er die europäische Delegation bei der UN-Klimakonferenz in Marrakesch 2001.
Im Mai 2003 verließen Olivier Deleuze und Isabelle Durant die föderale Regierung, nachdem es in der Frage der Nachtflüge zu unüberbrückbaren Differenzen gekommen war. 15 Tage später erlitten die Grünen bei den Wahlen 2003 ein Debakel. Obwohl Olivier Deleuze ein Mandat errungen hatte, gab er dieses zurück, so dass die Nachrückerin Zoé Genot für ihn in die Abgeordnetenkammer zog. Von 2004 bis 2010 war Deleuze beim Umweltprogramm der Vereinten Nationen (UNEP) in Nairobi für die Beziehungen zur Zivilgesellschaft verantwortlich.
2010 kehrte Olivier Deleuze nach Belgien zurück, um wieder bei den Abgeordnetenkammerwahlen anzutreten, diesmal in Brüssel-Hal-Vilvorde. Er wurde wieder in die Abgeordnetenkammer sodann zum Fraktionsvorsitzenden der Grünen gewählt.
Bei den belgischen Kommunalwahlen am 14. Oktober 2012 errang Ecolo in Watermael-Boitsfort/Watermaal-Bosvoorde mit Olivier Deleuze die zweitmeisten Stimmen. Da Ecolo eine Koalition mit Mouvement Réformateur (MR), Gestion municipale (GMH) und Centre Démocrate Humaniste (CDH) bildete, löste Deleuzte die bisherige Amtsinhaberin Martine Payfa ab, so dass er der erste grüne Bürgermeister einer Gemeinde in der Hauptstadtregion Brüssel wurde.
Auf dem Ecolo-Parteitag im März 2012 wurde Deleuze gemeinsam mit Emily Hoyos in die Partei-Doppelspitze gewählt und löste so Jean-Michel Javaux und Sarah Turine ab. Nach Misserfolgen der Grünen in mehreren Wahlen kündigten Emily Hoyos und Olivier Deleuze 2014 einen Parteitag mit Vorstandsneuwahlen für 2015 an, bei denen sich dann Zakia Khattabi und Patrick Dupriez durchsetzten.